# Alternate Reality
Alternate Reality ist eine Serie von Fantasy-Computer-Rollenspielen. Von ursprünglich sieben geplanten Folgen sind lediglich zwei (The City und The Dungeon) im Vertrieb von Datasoft erschienen. Beide Spiele waren bei Erscheinen im Bereich der Computer-Rollenspiele hinsichtlich Grafik und Spielatmosphäre richtungsweisend.

## The City

### Handlung
Der Spieler wird von Außerirdischen entführt und auf einem fremden Planeten in der mittelalterlich anmutenden Stadt Xebec’s Demise ausgesetzt. Dort erlebt er verschiedene, oft unzusammenhängende Abenteuer; einen roten Faden in Form einer kontinuierlichen Handlung gibt es nicht.

### Entwicklungs- und Veröffentlichungsgeschichte
The City wurde vom Studio Paradise Programming, bestehend aus dem Designer und Programmierer Philip Price und dem Musiker Gary Gilbertson, zunächst für den Heimcomputer Atari 800 programmiert und 1985 von Datasoft veröffentlicht. Bis 1988 erschienen Portierungen für die Heimcomputer Apple II, Atari ST, Commodore 64, Commodore Amiga und TRS-80 CoCo sowie für Personal Computer mit den Betriebssystemen Mac OS und MS-DOS. 2011 veröffentlichte Elite Systems eine Version für mobile Endgeräte mit dem Betriebssystem iOS.

### Rezeption
Die deutsche Computerzeitschrift Happy Computer empfahl The City für Atari XL/XE-Besitzer als Alternative zu den populären Rollenspielserien The Bard’s Tale und Wizardry, kritisierte aber die umständliche Bedienung des Programms sowie die misslungenen Portierungen.

## The Dungeon
Wegen geschäftlicher Differenzen zwischen Datasoft und Philip Price wurde der zweite Teil, The Dungeon, bei Datasoft von Ken Jordan und Dan Pinal konzipiert und programmiert. Wie auch schon beim ersten Teil übernahm Gary Gilbertson die Kreation der Spielemusiken. Die Veröffentlichung erfolgte 1987, zunächst nur für die Atari-8-Bit-Computer.
Das Spielgeschehen wurde in The Dungeon in die Unterwelt der Stadt verlagert. Spieler, die beide Teile besaßen, konnten sich frei zwischen den beiden Spielen hin- und herbewegen, sodass die beiden Spiele wie ein einziges großes Spiel funktionierten.

## Weitere Teile
Gemäß Philip Price sollten es die unveröffentlichten Teile dem Spieler gestatten, seine Rückkehr zum Heimatplaneten vorzubereiten und schließlich anzutreten.